# Ronice Müller de Quadros
Ronice Müller de Quadros (Porto Alegre, 5 de Maio de 1969),  é uma linguista e pedagoga brasileira conhecida por seus trabalhos sobre a Língua Brasileira de Sinais, tratando especialmente de sua aquisição e do bilinguismo bimodal. É mestre e doutora pela Pontifícia Universidade Católica do Rio Grande do Sul e pós-doutora pela Universidade de Harvard. Desde 2002, é professora da Universidade Federal de Santa Catarina, onde criou o Grupo de Estudos Surdos, consolidou o Núcleo de Aquisição de Línguas de Sinais e Corpus da Libras.

## Biografia
Ronice Quadros nasceu em uma família com pessoas surdas, é CODA (Child of Deaf Adults), em português, Filho de Pais Surdos e conviveu na comunidade surda. Ronice estudou em escolas particulares e públicas que desenvolveram a vontade de contribuir para um mundo melhor. Fez magistério, no Colégio Sévigné, em Porto Alegre (1985-1988) foi onde tudo começou a tomar forma. É professora que sempre teve como o objetivo trabalhar com a formação. No nível universitário, estabeleceu como objetivo trabalhar com a formação de professores, tradutores e intérpretes de língua de sinais. Ronice começou o curso de Pedagogia na Universidade Federal do Rio Grande do Sul, em 1989, curso que conclui na Universidade de Caxias do Sul, em 1992. Ronice fez a disciplina de Aquisição da Linguagem com ela, no curso de Letras, o que despertou o meu interesse pela Linguística. Enquanto cursou a Pedagogia, foi professora na Escola Municipal Helen Keller, uma escola de surdos, em Caxias do Sul, Rio Grande do Sul. Nesta escola, iniciou professora de educação de jovens e adultos, uma turma de EJA, noturno.  

## No 2005, primeiro curso Letras Libras na Universidade do Brasil
Em paralelo a isso, Ronice começou a discutir com a própria UFSC, possibilidades de estabelecer a formação de professores de Libras. Foram realizadas reuniões com a presença de representantes da FENEIS, na época, Marcelo Pizzio e Fábio Silva, e a colaboração do Prof. Vilmar Silva, do Instituto Federal de Santa Catarina. A partir destes encontros com a equipe de educação a distância da UFSC, começamos a lapidar uma proposta. Foram consultados vários currículos de formação de professores de língua de sinais do mundo inteiro, entre eles, o da Universidade Gallaudet, nos Estados Unidos, da Suécia e da Espanha. Chegam a conclusão que a formação precisava ser em nível de graduação para formar os instrutores de Libras em professores de Libras. Foi elaborado o processo de graduação em Letras Libras, que inicialmente foi chamado Letras Libras Língua Portuguesa, propondo-se uma graduação bilíngue. O processo foi avaliado pelo Centro de Comunicação e Expressão (CCE), que solicitou alguns ajustes, entre eles, a formação em Letras licenciatura única (ou seja, uma língua só), seguindo o padrão dos cursos de graduação em Letras da UFSC. Seguindo estas recomendações, fizemos os ajustes e aprovamos o Curso de Letras Libras, licenciatura única, em 2005 em todas as instâncias da universidade e pela primeira vez no país.